# MX 레코드
메일 익스체인저 레코드(mail exchanger record, MX 레코드, MX record)는 인증되고 유효성이 확인된 도메인 네임 시스템의 리소스 레코드의 일종으로, 수신자의 도메인 중간에 이메일 메시지 수용을 책임지는 메일 서버, 또 여러 메일 서버를 이용할 수 있을 경우 메일 전달 우선순위 제어에 사용되는 선호 값을 규정한다. 도메인 네임의 MX 레코드 집합은 이메일이 어떻게 간이 우편 전송 프로토콜(SMTP)로 라우팅되는 것이 좋을지를 규정한다.

## 개요
리소스 레코드는 도메인 네임 시스템(DNS)의 기초적인 정보 요소이다. MX 레코드는 그것들 가운데 하나이며 도메인 하나는 아래와 같이 하나 이상의 것들을 포함할 수 있다:
```
Domain			TTL   Class    Type  Priority      Host
example.com.		1936	IN	MX	10         onemail.example.com.
example.com.		1936	IN	MX	10         twomail.example.com.

```

MX 레코드의 특징적인 페이로드 정보는 위 "Priority"라는 레이블에 보이는 선호값, 그리고 메일서버의 도메인 이름("Host")의 도메인 이름이다.

## 표준 문서
- RFC 1035 (1987), Domain Names - Implementation and Specification
- RFC 1912 (1996), Common DNS Operational and Configuration Errors
- RFC 5321 (2008), Simple Mail Transfer Protocol
- RFC 7505 (2015), A "Null MX" No Service Resource Record for Domains That Accept No Mail

구식:
- RFC 2821 (2001), Simple Mail Transfer Protocol (obsoleted by RFC-5321)
- RFC 974 (1986), Mail Routing and the Domain System (obsoleted by RFC-5321)

## 같이 보기
- SRV 레코드